# Ahura Mazda

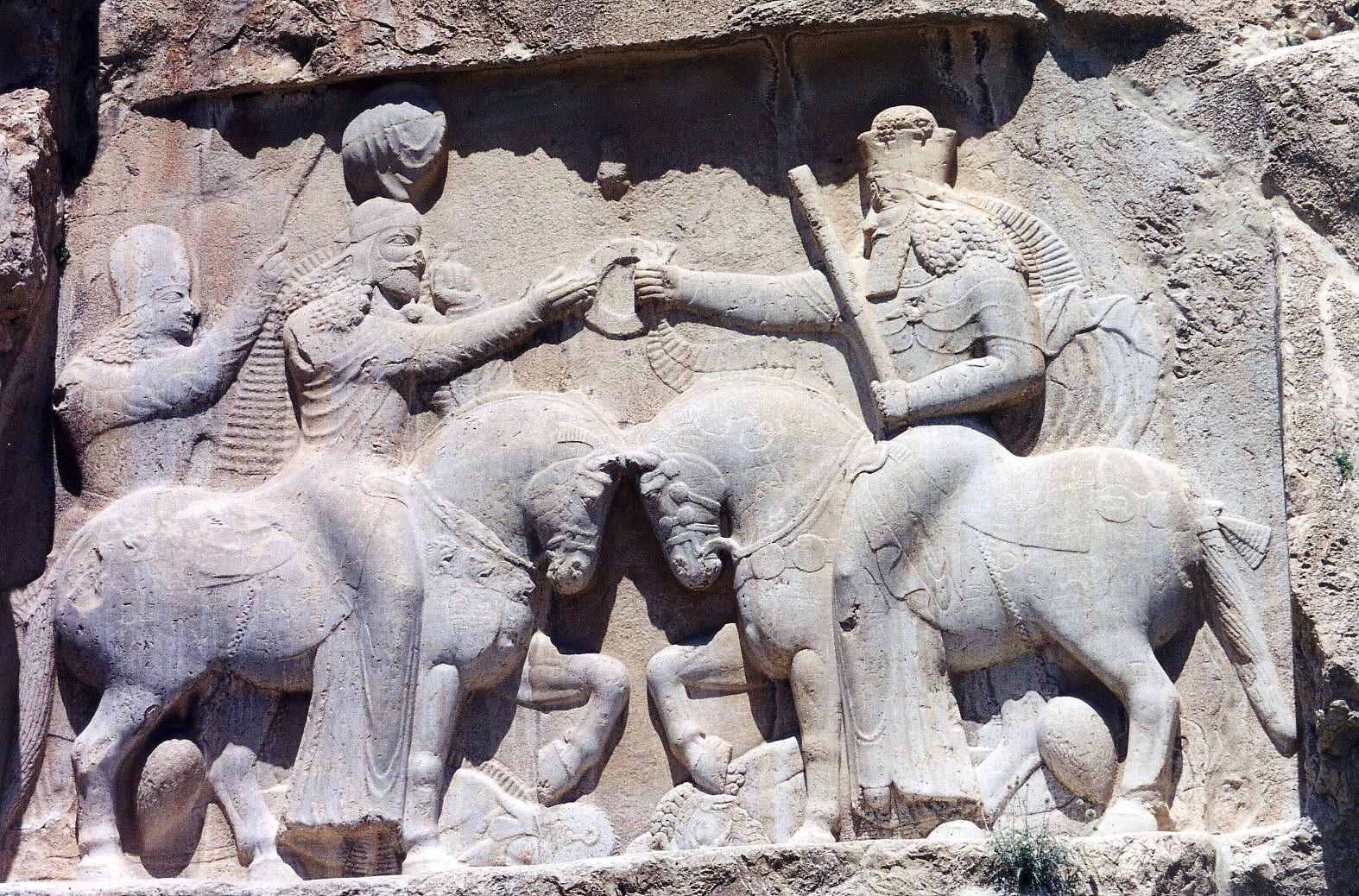
Investidura de Ardashir Papakan, por parte de Ahura Mazda.

Ahura Mazda es el nombre de la entidad suprema del zoroastrismo. En la antigüedad era la divinidad principal de la religión del Imperio persa.
El zoroastrismo es así descrito por sus adeptos como «mazdaiasna», la adoración de Mazda. En el Avesta, «Ahura Mazda es el más alto objeto de culto», la primera divinidad y la más frecuentemente mencionada en la liturgia yasna. En la cosmogonía y tradición zoroástrica, todas las divinidades menores son también creaciones de Mazda (léase Bundahishn III).
Ahura Mazda es Auramazdā en antiguo persa, Aramazd en parto y armenio (cf. también Aramazd). En persa medio y persa nuevo su uso varía, pero Hormizd, Hormuzd, Ohrmazd y Ormazd/Ōrmazd (اورمزد/ارمزد) son transliteraciones comunes.
Es el dios del cielo, omnisciente y sacerdote celeste, líder de los Amesha Spenta, verdades (no divinidades) del zoroastrismo creadas por Ahura Mazda para ayudar a regir la creación (los ahura). Es un dios abstracto y trascendente, sin imagen concreta, por lo cual no es representable. Los zorastrianos usan el término atar para referirse al fuego y la luz, que son manifestaciones de Ahura Mazda.
En "contrapartida", Angra Mainyu es la representación del mal, lo opuesto a Ahura Mazda (como el Bien Supremo). Sin embargo Angra Mainyu no es considerado un dios ni un ente propiamente tal, y ha dado lugar al concepto erróneo de que hay un «dualismo cósmico equivalente» en el zoroastrianismo[cita requerida]. Angra Mainyu también es llamado Ahriman, y como "contrapartida" representa a los daeva, los de la mala conducta, sin embargo, en idiomas afines al Sánscrito, solo: 'devá' tiene una connotación benéfica, el 'dyaus'  vedico, 'la claridad', 'la fuerza', indica un poder superior al humano, pero que puede ser hostil. En árabe: 'Azzuhara', estrella luminosa, remite a Venus
Mazda significa ‘sabiduría’, es un nombre femenino (como el griego Sofía). Ahura significa, literalmente, el ‘ser alto’ masculino; y tendría un origen común pero contrario con el concepto hindú de Asura.
Al final de los tiempos, Ahura Mazda triunfará como la verdadera realidad última y derrotará definitivamente a Angra Mainyu. El universo será purificado mediante un fuego cósmico, y todos los seres vivos alcanzarán la perfección y la inmortalidad; y Ahura Mazda restaurará el orden perfecto y llevará a cabo el juicio final (Frashokereti).

## La buena mente
Ahura Mazda es comprendido a través de la buena mente: pero esta comunión, este intercambio entre la divinidad y los humanos que extiendan la mano en busca de él, es único a través de la buena mente. Se comunica y se manifiesta a los mortales a través de sus propios atributos éticos que son una parte de su ser. Los hombres y mujeres pueden escoger ser como el achaa (rectos) o como Vohu manah (con una mente buena y benévola), o cualquiera de las otras esencias propias del mismísimo ser de Dios. Da sus propios atributos a la humanidad para progresar y evolucionar hacia la entereza.

## Nomenclatura
Mazda, o más bien su forma en idioma avéstico Mazdā (nominativo Mazdå), refleja el protoiranio *Mazdāh. Generalmente es considerado el nombre propio de la deidad, así como su cognado sánscrito medhā significa ‘inteligencia‘ o ‘sabiduría’. En ambos idiomas las palabras reflejan al protoindoiranio *mazdhā-, del protoindoeuropeo *mn̩sdʰeh1, que literalmente significa ‘fijar la mente’, y por tanto ‘sabio’.
El adjetivo ahura significaba originalmente ‘ahúrico’, caracterizando una entidad indoirania específica llamada *asura.
Aunque todavía hay rastros evidentes en antiguos textos indios e iraníes, en ambas culturas la palabra aparece esporádicamente como el epíteto de otras divinidades.
En los Gathas (Gāθās), los himnos cuya composición se atribuyen al mismísimo Zoroastro, las dos mitades del nombre no son necesariamente usadas a la vez, o incluso son intercambiadas, o se usan en orden invertido. No obstante, en los textos más recientes del Avesta, Ahura y Mazda son partes integrales del nombre Ahura Mazda, los cuales son fusionados en otras antiguas lenguas iranias.

## Orígenes
Aunque se acepta que Ahura Mazda es el equivalente conceptual de una divinidad protoindoirania, los detalles son asunto de especulación y debate. Un consenso escolásico identifica una conexión al prototípico *vouruna (Varuna) y *mitra, pero no hay un consenso establecido sobre si Ahura Mazda es uno de los dos, o un sincretismo de los dos juntos, o incluso uno superior a ambos.
Una opinión es que la divinidad protoindoiranio es el Padre Asura sin nombre, o sea, el dios Varuna del Rigveda. En esta opinión, el mazda zoroástrico es el equivalente al sánscrito védico medhira, descrito en el Rigveda 8.6.10 como la «visión del orden cósmico» que Varuna ofrece a sus devotos. También se ha sugerido que Ahura Mazda podría ser el desarrollo iraní de la expresión dvandvah de *mitra-*vouruna, siendo *mitra el por otra parte 'Señor' sin nombre (Ahura) y *vouruna siendo mazda/medhira como se ha señalado anteriormente. En esta constelación, Ahura Mazda es una divinidad compuesta en la cual las características favorables de *mitra niegan las cualidades desfavorables de *vouruna.
En otra opinión, Ahura Mazda es visto como el Ahura por excelencia, superior a *vouruna y a *mitra, y el Padre Asura sin nombre del Rig-veda es un dios distinto (ver la etimología más arriba) con el cual Ahura Mazda puede estar relacionado. En un desarrollo de esta opinión, la expresión dvandvah de *mitra-*vouruna no es otra que el arcaico 'Mithra-Baga' del Avesta. Pero mientras en el Rig-veda Bhaga es una divinidad menor por propio derecho, en los tiempos protoindoiranios esto fue un epíteto del concepto de *vouruna y en el Irán superior continuó siendo un título de culto para *vouruna, posteriormente reemplazándolo.
También se ha apuntado que en la tablilla #337 de una fortificación en Persépolis, Ahura Mazda es distinto de Mithra y de Baga.